# Bothrops leucurus
Bothrops leucurus este o specie de șerpi din genul Bothrops, familia Viperidae, descrisă de Johann Georg Wagler în anul 1824. Conform Catalogue of Life specia Bothrops leucurus nu are subspecii cunoscute.